# Nymphon parasiticum
Nymphon parasiticum är en havsspindelart som beskrevs av Merton, H. 1906. Nymphon parasiticum ingår i släktet Nymphon och familjen Nymphonidae. Inga underarter finns listade i Catalogue of Life.